# Frédérique de Bade
Pour Frédéric de Bade-Durlach, voir Frédéric de Bade-Durlach.
Titre
Reine consort de Suède-Finlande
31 octobre 1797 – 29 mars 1809
(11 ans, 4 mois et 26 jours)
Frédérique Dorothée Wilhelmine de Bade (en allemand : Friederike von Baden, en suédois Fredrika av Baden), née le 12 mars 1781 à Karlsruhe (margraviat de Bade) et morte le 25 septembre 1826 à Lausanne (Suisse), reine consort de Suède-Finlande de 1797 à 1809, épouse du roi Gustave IV Adolphe de Suède.

## Biographie
Fille de Charles-Louis, margrave héritier de Bade et d'Amélie de Hesse-Darmstadt, elle était la sœur cadette de l'impératrice Louise-Augusta de Bade, épouse du tsar Alexandre Ier de Russie, ce qui contribua à son mariage, le 31 octobre 1797, à Stockholm, avec le roi Gustave IV Adolphe de Suède.
Les princesses de Bade étaient renommées pour leur beauté. Le mariage de Louise-Auguste qui, à 14 ans, épousa le futur Alexandre Ier de Russie ouvrit la « carrière » de ses sœurs. Confrontés aux assauts de la Révolution française régicide, les souverains européens faisaient blocs et les plus faibles d'entre-eux recherchaient la protection des plus puissants. Être le beau-frère du tsar était une place enviable qui permettait d'en imposer tant aux révolutionnaires français qu'à l'empereur germanique. La sœur aînée de Louise-Augusta, Caroline, épousera en 1797 le futur Maximilien Ier de Bavière. Elle sera la mère de la fameuse archiduchesse Sophie et la grand-mère de l'empereur François-Joseph. Marie épousera en 1802 le duc de Brunswick avant de mourir prématurément. La cadette Wilhelmine deviendra grand-duchesse de Hesse en épousant Louis II et sera la mère de la tsarine Maria Fiodorovna (épouse d'Alexandre II), et l'arrière-grand-mère de la tsarine Alix et de son mari le tsar Nicolas II.
La jeune reine de Suède donne rapidement un héritier à la couronne de Suède. Le 21 mai 1801, elle donne le jour à une petite fille prénommée Sophie. La même année, le margrave héréditaire Charles-Louis de Bade et la margravine née Amélie de Hesse-Darmstadt, parents de la reine Frédérique, font un séjour en Suède. Le 16 décembre, au cours d'une promenade en traîneau, le margrave héréditaire fait une chute mortelle. La reine Frédérique se tient auprès de sa mère. C'est son jeune frère le margrave Charles qui devient l'héritier du trône de Bade. 
Le margraviat, voisin de la France révolutionnaire puis impériale, subit l'influence de son puissant voisin qui lui impose son alliance et l'élève en 1805 au rang de grand-duché. En 1811, le grand-duc Charles Ier de Bade, grand-père de la reine de Suède, s'éteint à l'âge de 83 ans. Le frère de la reine Frédérique devient grand-duc sous le nom de Charles II de Bade à l'âge de 25 ans.

## Une cour très libérée

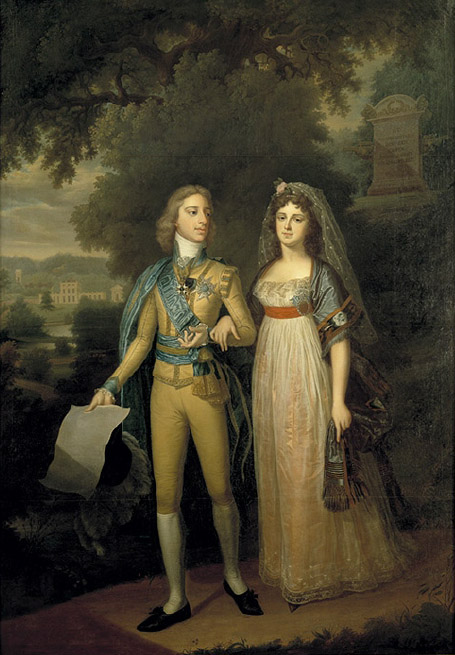
Gustave IV et Frédérique.

Arrivée à 16 ans dans une cour étrangère, la jeune reine de Suède donne rapidement un héritier au trône de Suède et, après la naissance de son fils en 1799, elle est devenue plus à l'aise dans sa position de reine. En 1800, elle a été couronnée à Norrköping.
Si son mariage est souvent considéré comme heureux, la jeune princesse issue d'une petite cour allemande protestante découvre une cour aux mœurs dissolues.
Le roi était beaucoup plus intéressé par le sexe qu’elle. Plusieurs fois, le roi a été retardé pendant des heures dans la chambre de la reine. Si bien, qu’un matin, les membres du parlement ont dû l'interrompre et demander au roi « d’aller voir sa maîtresse pour ne pas trop épuiser la santé de la reine ». La reine a été choquée des mœurs libérales de la cour de Suède au point qu’elle s'en est étonnée auprès de sa famille d'accueil que « tout le monde à un amant » et sur les rumeurs de bisexualité de la duchesse royale Hedwige-Élisabeth-Charlotte de Schleswig-Holstein-Gottorp.
Quand une pièce frivole de la reine a été jouée à l'Opéra par une troupe de théâtre français, le roi impose la clôture de la Royal Swedish Opera en 1806 (même si officiellement c'est en raison des coûts), elle est restée fermée jusqu'en 1809.
La même année, le conflit avec la Russie fait perdre le grand-duché de Finlande au royaume de Suède (soit la moitié du territoire). Un coup d'état provoque le renversement du roi.

## L'alliance Russe
Cherchant une alliance avec la Russie bien qu'il eût refusé d’épouser, la grande-duchesse Alexandra Pavlovna de Russie (qui refusait de changer de religion), et une princesse de Mecklembourg, la duchesse Louise-Charlotte de Mecklembourg-Schwerin, parce qu'il avait entendu dire qu’elle n'était pas belle, le roi de Suède avait arrangé le mariage lui-même parce que Frédérique était la sœur de l'impératrice de Russie.
Le roi de Suède, comme ses pairs, est hostile à la France révolutionnaire puis à l'Empire napoléonien qu'il considère comme son héritier et fait entrer la Suède dans les Troisième et Quatrième coalitions anti-françaises, dont l'Angleterre est le pivot.
En 1807, pendant la guerre avec la France, Frédérique a essayé d’intervenir politiquement. Sa sœur, l'impératrice de Russie, lui a adressé une lettre par l'intermédiaire de leur mère, Amélie de Hesse-Darmstadt, demandant qu’elle utilise son influence de conseillère auprès du roi afin de faire la paix avec la France.
La France impose son alliance à la Russie, défaite à Friedland, par les traités de Tilsit. Le Danemark rejoint peu après cette alliance mais le roi de Suède s'obstine à mener une politique pro-britannique. La Russie, humiliée par ses défaites face à la France, cherche une revanche par une victoire facile sur la Suède. La guerre de Finlande est une terrible défaite suédoise qui doit céder à la Russie la moitié de son territoire.

## La chute et l'exil
Elle a été déchue de son rang en 1809 à la suite de l’abdication de Gustave, elle et ses enfants sont gardés à Haga. Cependant la dignité de son comportement lui attire l'estime de ses sujets. Certainement grâce à l’intervention de la nouvelle reine, Hedwige-Élisabeth-Charlotte, elle a pu être réunie avec son mari après le couronnement du nouveau roi.
Il lui a été proposé, au vu de la « noblesse de ses sentiments », de devenir la régente pour son fils mineur. Mais elle a refusé car elle souhaitait partager l’exil de son mari et de ses enfants. La famille s'installe à Karlsruhe puis à Baden, mais son mari ne tient pas en place. Elle-même a refusé les rapports sexuels car elle « ne souhaite pas donner naissance en exil ». Elle tient aussi à vivre une vie de style royal, alors qu'il préfère une vie plus simple : une vie de famille. Ils ont divorcé en 1812. Après le divorce, elle place ses enfants, dans le cadre d'une mise sous tutelle, auprès de leur oncle, le tsar Alexandre Ier de Russie.
L'ex-souveraine montre sa reconnaissance à ses partisans qui l'ont suivi dans son exil en les « recasant » auprès de sa parentèle régnante. Parmi ceux-ci, Marianne Koberwein devient dame de compagnie de la grande-duchesse Alexandra Feodorovna de Russie, épouse du grand-duc Nicolas Pavlovitch. Le grand-duc et la dame de compagnie deviendront amants et seront en 1825 les parents de la femme-peintre niçoise Joséphine Koberwein.

## Les Bonaparte, les Hochberg, les Bernadotte

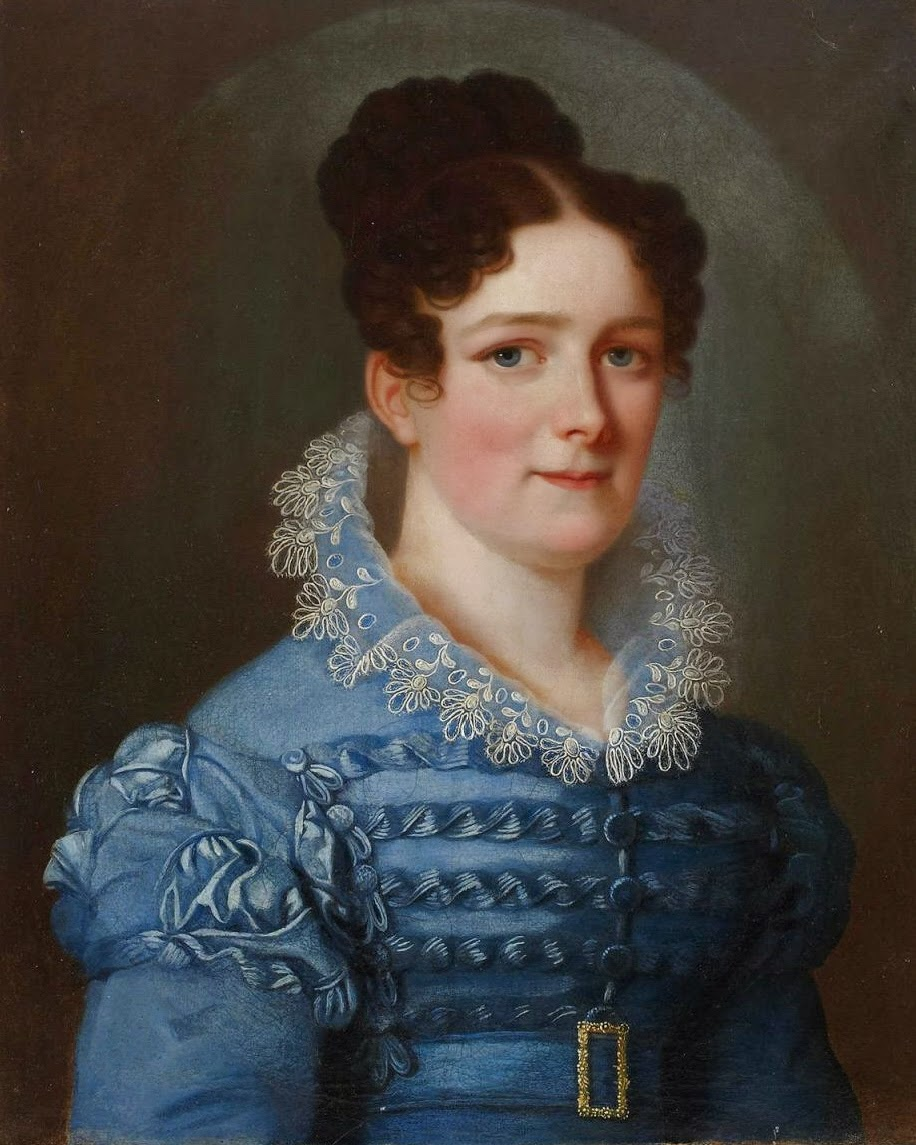
La reine Frédérique en exil (Stirnbrand, 1824).

Comme tous les membres des Maisons souveraines de son temps, la reine Frédérique considère l'Empereur des Français comme un parvenu. Aussi se sentira-elle humiliée quand, en 1806, son frère cadet, le grand-duc héritier Charles épouse Stéphanie de Beauharnais, une nièce du premier mari de l'impératrice des Français, que Napoléon a adopté et créé « princesse impériale » pour l'occasion. Le futur grand-duc, beau-frère du tsar de Russie et du roi de Suède, ne cache pas son admiration pour le souverain Français. Cependant, la jeune belle-sœur, Française et catholique, saura conquérir sa belle-famille et les cours européennes par son tact et sa dignité. Le couple Badois sera les parents de cinq enfants. Leurs deux fils mourront au berceau. La mort de l'aîné paraîtra suspecte et l'on verra plus tard en Kaspar Hauser, l'héritier légitime du trône de Bade.
Reine en exil, l'ex-souveraine a peu de moyens et peu de liberté d'action. Les comtes de Hochberg, enfants morganatiques de son grand-père, ayant été déclarés dynastes en 1817, un mariage est arrangé par le grand-duc Louis Ier de Bade (1763-1830) afin d'asseoir la légitimité de l'aîné d'entre-eux et, en 1819, le prince Léopold, devenu héritier du trône de Bade, épouse la fille aînée de la reine Frédérique, la princesse Sophie de Suède - qui sera soupçonnée d'être l'inspiratrice du meurtre de Kaspar Hauser pour asseoir le pouvoir de son mari. La reine n' a pu refuser cette union.
Le roi Gustave IV, déchu de son trône, le prince héritier mineur ne pouvant régner, la couronne fut confiée à l'oncle de l'ex-souverain qui régna sous le nom de Charles XIII de Suède. Celui-ci n'avait pas d'enfant et était âgé. La recherche d'un héritier était impérative et urgente. Le choix s'arrêta sur un maréchal d'empire Français, Jean-Baptiste Bernadotte, qui fonda la nouvelle dynaste suédoise au détriment de la Maison légitime. En 1881, le mariage du futur Gustave V de Suède avec la princesse Victoria de Bade, arrière-petite-fille du roi Gustave IV et de la reine Frédérique, réconcilia les deux familles en apportant aux Bernadotte le sang légitime des Vasa.
La princesse Frédérique de Bade, ex-reine de Suède, mourut le 25 septembre 1826, à Lausanne d'une maladie cardiaque à l'âge de 45 ans. Elle est enterrée à Pforzheim.
Les communautés de Fredrika (1799), Dorotea (1799) et Vilhelmina (1804), situées en Laponie suédoise, ont été nommées en son honneur.

## Ses enfants
Cinq enfants sont nés de cette union :
- Gustave (1799-1877), prince de Vasa, en 1830, il épousa Louise de Bade (1811-1854), fille de Charles II de Bade et de Stéphanie de Beauharnais, divorcés en 1844, deux enfants dont Caroline (1833-1907) épouse en 1853 Albert Ier, roi de Saxe ;
- Sophie (1801-1865), en 1819, elle épousa le grand-duc Léopold Ier de Bade (1790-1852) son grand-oncle ;
- Charles-Gustave (1802-1805), duc de Finlande ;
- Amélie (1805-1853) ;
- Cécile (1807-1844), en 1831, elle épousa Paul-Frédéric-Auguste, grand-duc d'Oldenbourg.